# Малыгина, Екатерина Олеговна
Екатери́на Оле́говна Малы́гина (род. 30 ноября 1993) — российская гимнастка (художественная гимнастика), заслуженный мастер спорта. Трёхкратная чемпионка Мира и Бронзовая медалистка чемпионатов Мира (2009, 2010 г.), абсолютная чемпионка Европы 2010 года в составе групповых упражнений.

## Карьера
С 2001 года была воспитанницей СДЮСШОР № 1 (Пермь), ученица Марины Анатольевны Муниповой. За 3 с половиной года стала лидером Пермского края в своей возрастной категории.
С июля 2006 года тренировалась в спортивном интернате Олимпийского резерва в городе Дмитрове, Московской области. С 2007 года выступала в индивидуальных упражнениях под руководством Дьяченко (Шумиловой) Анны Вячеславовны и состояла в составе юниорской сборной России.
Результаты 2007 года
- Чемпионка первенства Московской области и Центрального Федерального Округа;

- Бронзовый призёр в финале Первенства России с лентой;

- Бронзовый призёр III Спартакиады учащихся в составе команды ЦФО и личном многоборье;

- Бронзовый призёр Всероссийских соревнований «Надежды России» в личном многоборье;

- Победительница и призёр Международных соревнований в Киеве и Любляне.

Результаты 2008 года
- Чемпионка первенства Центрального Федерального Округа;

- Победительница Первенства России в финале с лентой, Серебряный призёр в личной многоборье и финале с мячом, Бронзовый призёр в финале со скакалкой и в командном зачёте в составе команды ЦФО;

- Победительница и призёр Международных соревнований в Германии, Румынии, Израиле, Италии.

- Летом присвоен разряд Мастера Спорта Международного Класса.

В сентябре 2008 года, после того, как команда, выступавшая на Олимпиаде в Пекине, в полном составе завершила спортивную карьеру, Екатерина Малыгина была включена в сборную России по групповым упражнениям.
Результаты 2009 года
- Чемпионка Мира в финале групповых упражнений с 5 обручами, Бронзовый призёр чемпионата Мира в многоборье и финале с 3 лентами и 2 скакалками в составе групповых упражнений (Япония,Мие).

- Победительница и призёр Этапов Кубка Мира и Гран-При в составе групповых упражнений Национальной сборной России;

- Присвоен разряд Заслуженного Мастера Спорта России.

Результаты 2010 года
- Абсолютная чемпионка Европы в составе групповых упражнений Национальной сборной России (Германия, Бремен);

- Чемпионка Мира в финалах групповых упражнений с 5 обручами и 3 лентами/2 скакалками, Бронзовый призер чемпионата Мира в многоборье групповых упражнений (Россия, Москва);

- Победительница и призёр Этапов Кубка Мира и Гран-При в составе групповых упражнений Национальной сборной России.

- В конце 2010 года завершила спортивную карьеру.